# St. Maria (Dorfgütingen)

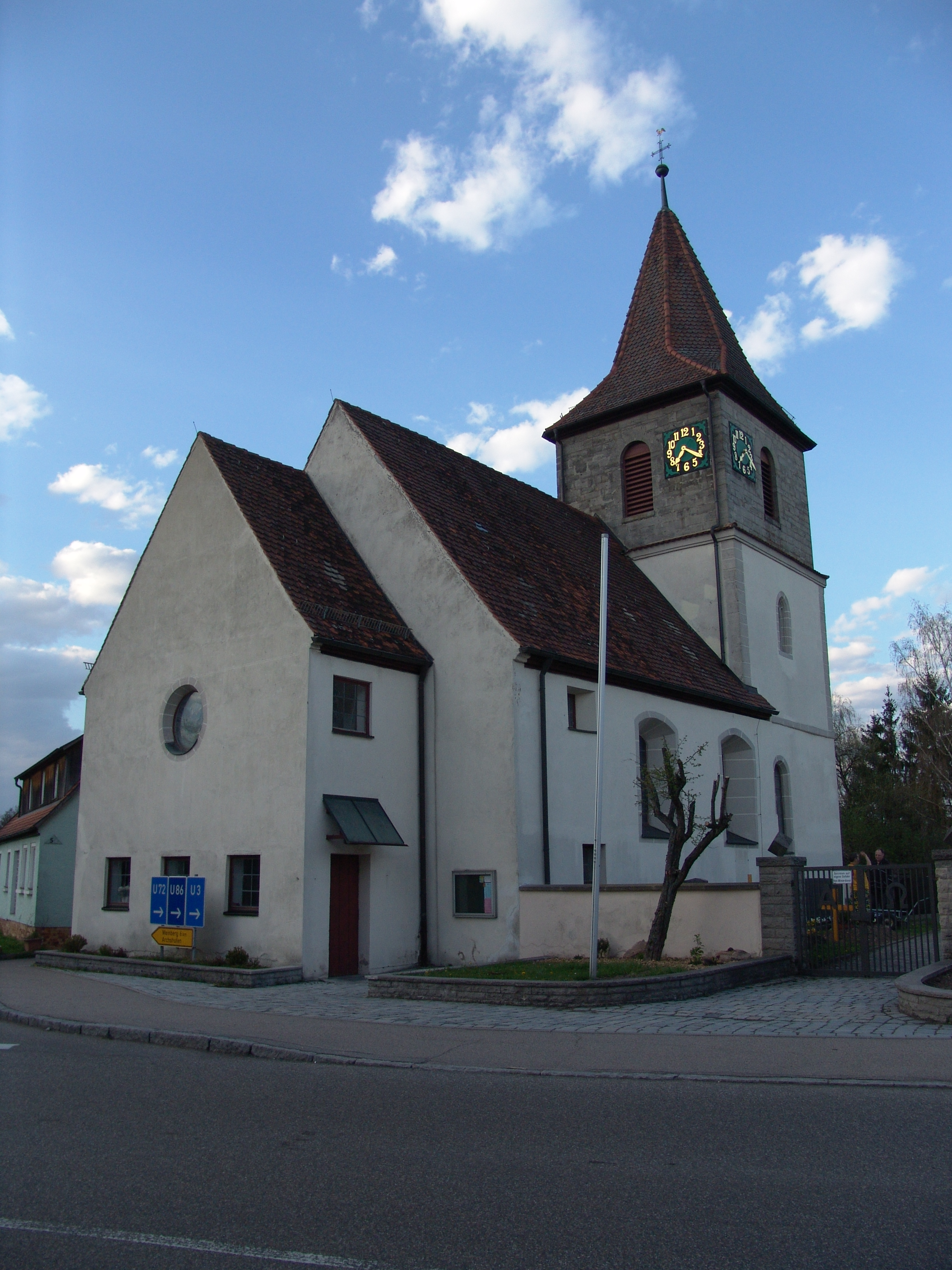
St. Maria (Dorfgütingen)

Die evangelische Pfarrkirche St. Maria ist ein denkmalgeschütztes Kirchengebäude, das in Dorfgütingen steht, einem Gemeindeteil der Stadt Feuchtwangen im Landkreis Ansbach (Mittelfranken, Bayern). Das Bauwerk ist unter der Denkmalnummer D-5-71-145-130 als Baudenkmal in der Bayerischen Denkmalliste eingetragen. Namensgeberin der Kirche ist Maria, die Mutter Jesu. Die Kirche gehört zur Kirchengemeinde Breitenau/Dorfgütingen im Evangelisch-Lutherischen Dekanat Feuchtwangen im Kirchenkreis Ansbach-Würzburg der Evangelisch-Lutherischen Kirche in Bayern.

## Beschreibung
Die verputzte Saalkirche mit dem dreigeschossigen Chorturm im Osten wurde um 1400 gebaut und später mehrfach umgebaut. Im Westen wurde ein Anbau errichtet, der hinter dem Portal das Vestibül enthält. Das oberste Geschoss des mit einem achtseitigen Helm bedeckten Chorturms aus unverputztem Quadermauerwerk beherbergt die Turmuhr und den Glockenstuhl. Der Chor, d. h. das Erdgeschoss des Chorturms, ist mit einer Flachdecke überspannt. Im Langhaus von drei Jochen sind im Norden und im Westen Emporen eingebaut. Zur Kirchenausstattung gehören ein Altar mit geschnitzter Kreuzigungsgruppe vom Ende des 18. Jahrhunderts und eine 1714 gebaute achteckige Kanzel, auf deren Brüstung die vier Evangelisten und die Apostel Thomas und Andreas dargestellt sind. Die 1765 von Georg Martin Gessinger gebaute Orgel wurde 1913 und 1973 ausgewechselt.